# Coqueria
Una coqueria és una fàbrica que produeix carbó de coc, un component essencial en la siderúrgia. Un producte secundari de la producció de cos és el gas de coqueria en moltes regions va antecedir el gas natural com a combustible.

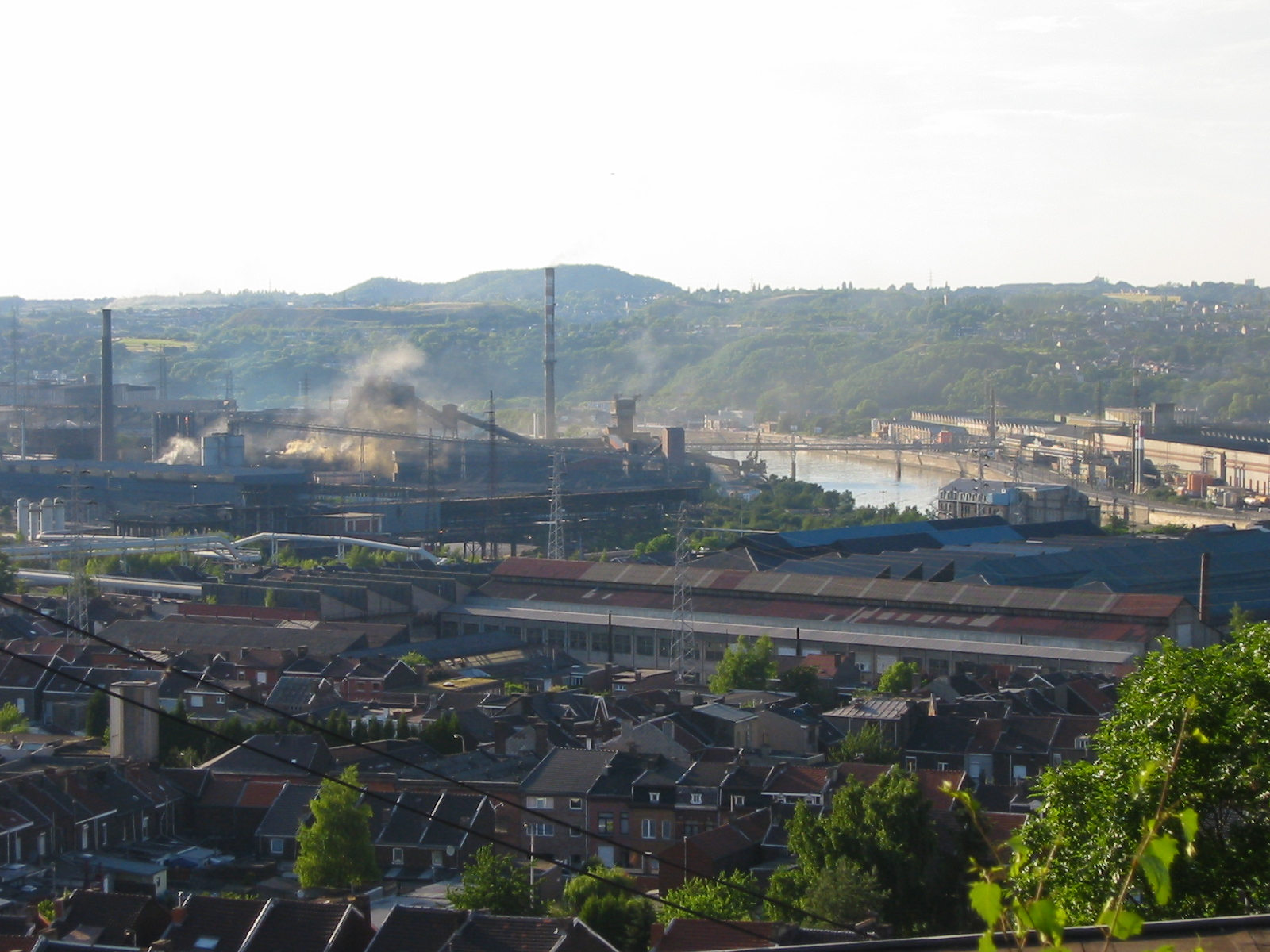
La coquereria de Cockerill a Ougrée